# Rabdophaga terminalis
Rabdophaga terminalis är en tvåvingeart som först beskrevs av Friedrich Hermann Loew 1850.  Rabdophaga terminalis ingår i släktet Rabdophaga och familjen gallmyggor. Inga underarter finns listade i Catalogue of Life.